# Carin Meyers

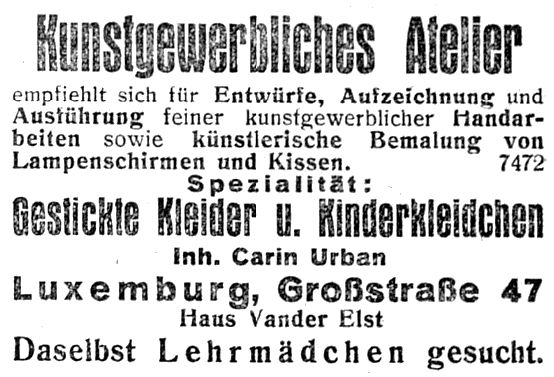
Adverentie voor Meyers' atelier (1924)

Carin Meyers-Urban, (Karlsruhe, 28 juni 1899 – Strassen, 22 juli 1960) was een Luxemburgs kunstnijveraar en schilder. Ze signeerde haar werk als Carin Meyers en wordt ook vermeld als Carine Meyers.

## Leven en werk
Carin Urban studeerde aan de kunstacademie van München, ze leerde er onder meer interieur- en modeontwerp. Ze opende een eigen atelier in de stad Luxemburg voor het ontwerpen, vastleggen en uitvoeren van kunstnijverheidshandwerk. Ze gaf daarnaast teken- en schilderlessen. Tot haar leerlingen behoorde Josée Gloden (1914-1998). In de jaren 1920 trouwde Urban met de Luxemburgse schilder Josy Meyers (1904-1970).
Meyers-Urban schilderde bloemen, stillevens en landschappen. Ze was net als haar echtgenoot lid van de Cercle Artistique de Luxembourg (CAL) en exposeerde op de jaarlijkse salons. Ze exposeerden in groepsverband verder onder meer in het Kunsthaus Luxemburg (oktober 1943) en in het Palais des Beaux-Arts (september 1945) in Brussel. Eind 1958 had Meyers een solo-expositie bij Galerie Wierschem in Luxemburg. In een recensie in de Luxemburger Wort noemde kunstcriticus Walentiny haar getoonde bloemschilderijen "zeer sensueel, volumineus en zelfs expansief (...) geenszins steriele imitaties van de natuur".
Carin Meyers overleed op 61-jarige leeftijd in 1960 in Strassen, haar echtgenoot in 1970. Ze werden begraven op de begraafplaats van Merl. In 1977 werd in het gemeentehuis van Strassen een retrospectief gehouden met werken van Josy en Carin Meyers.

## Enkele werken
- 1956 illustraties voor Kommt losst mer sangen. Gesangbuch fir d'letzeburger Schoulen, approuve'ert vun der Unterrichtskommission.

- Musée national d'archéologie, d'histoire et d'art: lkl004096